# Duy Đào
Duy Đào (sinh ngày 07 tháng 10 năm 1995) là một nhà thiết kế người Việt Nam. Anh từng nhận Đề cử Grammy lần thứ 66 cho Hạng mục thiết kế ấn phẩm âm nhạc đặc biệt Best Boxed or Special Limited Edition Package vào năm 2024 và được Viện hàn lâm Khoa học và Nghệ thuật Thu âm Quốc gia (Viện hàn lâm Thu âm) mời làm Thành viên Bầu cử kể từ năm 2024.

## Tóm tắt tiểu sử
Duy Đào sinh ra và lớn lên tại Hà Nội, trong một gia đình có truyền thống nghệ thuật. Ông nội anh là Nghệ sĩ Nhân dân Đào Đức và bố anh là Họa sĩ Đào Hải Phong.
Anh tốt nghiệp Cử nhân danh dự chuyên ngành Thiết kế tại Trường ArtCenter College of Design, Bang California, Hoa Kỳ.
Sau một thời gian dài học tập và làm việc ở Hoa Kỳ, anh trở về Việt Nam và thành lập hai công ty thực hành sáng tạo và thiết kế là Studio DUY và Yellow Type Foundry. Ở trong nước, anh còn được công chúng biết đến khi từng đảm nhiệm vai trò Giám đốc sáng tạo kiêm Thiết kế trưởng dự án tái định vị thương hiệu toàn cầu của Vinamilk ra mắt tháng 07/2023.

## Giải thưởng và thành tựu
Trong quá trình thực hành thiết kế và sáng tạo, Duy Đào từng đạt được nhiều giải thưởng và thành tựu cả trong nước và quốc tế, tiêu biểu bao gồm:
- Người Việt đầu tiên được đề cử Grammy | Hạng mục Best Boxed Or Special Limited Edition Package | 2024[6]
- Thành viên Bầu cử Viện Hàn lâm Khoa học và Nghệ thuật Thu âm Quốc gia | 2024 đến nay
- Lọt danh sách 23 Đại sứ truyền cảm hứng WeChoice Awards 2023[7]
- 03 lần đoạt giải thưởng của Hiệp hội Nghệ thuật (Art Director Club) (Hoa Kỳ)
- 02 lần đoạt giải thưởng Thiết kế Quốc Tế Toàn Cầu (International Design Award) (Hoa Kỳ)
- 02 lần đoạt giải Thành Tựu Adobe (Adobe Achievement Award) (Hoa Kỳ)
- 04 lần được vinh danh tại Hiệp hội Thiết kế Nghệ thuật Chữ (Type Director Club) (Hoa Kỳ)
- Các thiết kế của anh đã xuất hiện trên nhiều ấn phẩm quốc tế và được triển lãm tại 16 quốc gia trên thế giới, bao gồm Bảo tàng Thiết kế Cooper Hewitt, Smithsonian (New York); danh sách World's Best Typography 2018; các tạp chí như The Brand Identity, The Dieline, Creative Boom, Packaging of the World và Adobe Achievement Award.

## Tác phẩm & dự án nổi bật

#### Trong nước
- Giám đốc sáng tạo & Thiết kế trưởng, Album Xoay Tròn của Nghệ sĩ Hoàng Dũng[8]
- Giám đốc sáng tạo & Thiết kế trưởng, Album Gieo của Ban nhạc Ngọt[9][10][11]
- Giám đốc sáng tạo & Đồng đạo diễn, MV La Bàn của Nghệ sĩ Hoàng Dũng[12]
- Giám đốc sáng tạo & Thiết kế trưởng, Dự án tái định vị thương hiệu toàn cầu của Vinamilk[13]
- Giám đốc sáng tạo & Thiết kế trưởng, Bộ nhận diện thương hiệu của Bảo tàng nghệ thuật đương đại The Outpost[14]
- Thiết kế sách thể thao, 1999: Manchester United, Cú Ăn Ba Và Tất Cả[15][16][17]
- Thiết kế sách nghệ thuật, Lối Phong[18][19]
- Thiết kế & Biên tập sách thể thao, Việt Vị[20][21]